# Algiers (pel·lícula de 2024)
Algiers (àrab: متر 196, 196 mitr, ‘196 metres’) és una pel·lícula de thriller del 2024  escrita, coeditada, musicada i dirigida per Chakib Taleb-Bendiab en el seu debut com a director. Una coproducció internacional entre Algèria, Tunísia, França i el Canadà, és protagonitzada per Meriem Medjkane, Nabil Asli i Hichem Mesbah. Va guanyar el Grand Prix a la millor pel·lícula al 28è Festival Internacional de Cinema de Rhode Island.
Fou seleccionada per representar oficialment Algèria als Premis Oscar de 2024 per a la categoria Millor pel·lícula internacional, però finalment no va ser nominada.

## Argument
Dounia és una psiquiatra professional que, juntament amb l'inspector de policia Sami, navega per les inquietants ombres del passat d'Algèria per esbrinar el misteri de la desaparició d'una noia.

## Repartiment
- Meriem Medjkane
- Nabil Asli
- Hichem Mesbah
- Ali Namous
- Chahrazad Kracheni
- Slimane Benouari
- Mahfoud Berkane
- Aziz Boukrouni
- Hamida Aït el Hadj
- Brahim Derris
- Niddal El Mellouhi
- Mohamed Frimehdi
- Slimane Bourdous
- Souad Sebki

## Producció
Fotografia principal va tenir lloc a principis de juny de 2022 a Alger, Algèria.

## Llançament
Es va estrenar el 9 d'agost de 2024, al 28è Festival Internacional de Cinema de Rhode Island. Els drets de distribució van ser venuts a K-Films Amérique per a l'estrena als cinemes canadencs, mentre que Mad Solutions va adquirir els drets internacionals.

## Reconeixements
| Any  | Premi / Festival                                     | Categoria   | Receptor | Resultat  | Ref.   |
| ---- | ---------------------------------------------------- | ----------- | -------- | --------- | ------ |
| 2024 | 28è Festival Internacional de Cinema de Rhode Island | Grand Prix  | Algiers  | Guanyador | [ 12 ] |
| 2024 | 7è Festival de Cinema El Gouna                       | Étoile d'Or | Algiers  | Nominat   | [ 13 ] |